# Sega SC-3000
 (octobre 2019).
Le Sega SC-3000 est un ordinateur personnel fabriqué par Sega sorti en novembre 1983 au prix de 29.800 ¥. Il succède à la console de salon SG-1000. Initialement, Sega prévoit de sortir d'abord le SC-3000, un ordinateur destiné aux débutants, mais l'entreprise japonaise prend connaissance des ambitions de Nintendo de développer une console dédiée exclusivement aux jeux vidéo. Reportant ce premier projet, Sega adapte sa SC-3000 en remplaçant le clavier par un joystick, le clavier devenant un simple périphérique (appelé SK-1100). Une autre version du SC-3000 améliorée qui est appelée SC-3000H a été mis sur le marché par Sega avec un prix de 33.800 ¥.  Toutes les versions de SC-3000 embarques 2Ko de ram. 1Ko de plus que la version console SG-1000.